# Akazukin Chacha
Akazukin Chacha (赤ずきんチャチャ, lit. "A Capuchinho Vermelho Chacha") é uma série de manga shōjo escrita por Min Ayahana. Foi publicada pela Shueisha na Ribon entre 1991 e 2000 e foi coletada em treze volumes tankōbon. Uma adaptação em anime pela Gallop foi exibida pela TV Tokyo entre 7 de janeiro de 1994 e 30 de junho de 1995. A série foi seguida por uma sequela de OVAs de três episódios, lançados entre 6 de dezembro de 1995 e 6 de março de 1996.
Em 2011, um manga one-shot intitulado Akazukin Chacha N foi publicado entre maio de 2011 e janeiro de 2012 na revista Cookie, onde tornou-se uma série mensal.

## Sinopse
A série conta as aventuras da rapariga mágica chamada Chacha (チャチャ), uma aprendiz de mago que vive com seu professor Seravy (セラヴィー), numa casa de campo na Montanha Mochi-mochi. Chacha sempre se atrapalha na hora de lançar seus feitiços, e vive a confundir com frequência os homónimos, convocando aranhas (kumo, 蜘蛛) em vez duma nuvem (kumo, 雲).
Num belo dia, Chacha, acompanhada por seus amigos Shiine e Riiya, partem em busca de sua verdadeira identidade e sua verdadeira família. Para combater os perigos que encontram no caminho, eles utilizam um acessório para fazer Chacha se transformar na Magical Princess (マジカルプリンセス, lit. "Princesa Mágica").

## Média

### Manga
Akazukin Chacha foi escrita e ilustrada por Min Ayahana, e publicada em noventa e quatro capítulos pela Shueisha na revista de manga shōjo Ribon entre 1991 e 2000 e coletada em treze volumes tankōbon. Em 2006, a série foi reeditada em nove volumes bibliotecários com novas capas. O manga foi relançado em 2012 com um novo título Akazukin Chacha N (漫画：赤ずきんチャチャN), cuja versão é ambientada na região atual de Tóquio.

#### Volumes
| N.º | Data de lançamento | ISBN          |
| --- | ------------------ | ------------- |
| 1   | Fevereiro de 1993  | 4-08-853650-9 |
| 2   | Outubro de 1993    | 4-08-853694-0 |
| 3   | Maio de 1994       | 4-08-853732-7 |
| 4   | Outubro de 1994    | 4-08-853759-9 |
| 5   | Março de 1995      | 4-08-853786-6 |
| 6   | Agosto de 1996     | 4-08-853810-2 |
| 7   | Março de 1996      | 4-08-853846-3 |
| 8   | Janeiro de 1997    | 4-08-853897-8 |
| 9   | Janeiro de 1998    | 4-08-856059-0 |
| 10  | Dezembro de 1998   | 4-08-856115-5 |
| 11  | Novembro de 1999   | 4-08-856174-0 |
| 12  | Maio de 2000       | 4-08-856205-4 |
| 13  | Setembro de 2000   | 4-08-856226-7 |

### Anime
A adaptação em anime foi feita pela TV Tokyo e Nihon Ad Systems e animada pelo estúdio Gallop. A série foi dirigida por Shoki Tsuji, com a música composta por Osamu Tezuka e Toshihiko Sahashi e os desenhos dos personagens feitos por Hajime Watanabe. Foi transmitida pela TV Tokyo entre 7 de janeiro de 1994 e 30 de junho de 1995. O tema de abertura foi "Kimi-iro Omoi" (君色思い) interpretado por SMAP durante a transmissão original, e por Shoko Sawada no DVD. A série teve três temas de encerramentos: O primeiro foi "Egao ga Sukidakara" (笑顔が好きだから) interpretado por Shoko Sawada e exibido durante os episódios 1–31, o segundo "Chacha ni Omakase" (チャチャにおまかせ) interpretado por Masami Suzuki, Tomo Sakurai, e Mayumi Akado durante os episódios 32–56, e o terceiro e último "Youkoso Magical School e" (ようこそマジカル·スクールへ, Youkoso Majikaru Sukuuru e) interpretado por Masami Suzuki e Magical Study durante os episódios 57–74.

### OVAs
A série foi seguida por uma sequela de OVAs de três episódios produzidos pela Gallop, e lançados entre 6 de dezembro de 1995 e 6 de março de 1996. O tema de abertura dos três episódios foi "Make Me Smile", e o tema de encerramento foi "Negai wa Hitotsu" (願いはひとつ), ambos interpretados por Yuki Matsuura.

### Jogos eletrónicos
Akazukin Chacha foi adaptada em três jogos de vídeo:
- Akazukin Chacha (赤ずきんチャチャ) (Game Boy, Tomy, 1995)
- Akazukin Chacha (赤ずきんチャチャ) (Super Famicom, Tomy, 1996)
- Akazukin Chacha: Osawagase! Panic Race! (赤ずきんチャチャ お騷がせパニックレース) (PC-FX, NEC Home Electronics, 1996)